# 龚瑶琴
龚瑶琴（1961年—），湖北黄梅人，汉族，中华人民共和国政治人物、第十一届全国人民代表大会山东地区代表。
毕业于山东医科大学医学遗传学专业。2008年起担任全国人大代表。